# Bántolmács
Bántolmács (Tălmaci), település Romániában, a Partiumban, Arad megyében.

## Fekvése
Béltől északnyugatra, Ökrös és Szuszág közt fekvő település.

## Története
Bántolmács, Tolmács nevét 1429-ben említette először oklevél Tholmath, Tholmach néven. 1559-ben Bán-Tolmács, 1828-ban Talmats néven írták.
1910-ben 202 lakosából 201 román volt. Ebből 2002 görögkeleti ortodox volt.
A trianoni békeszerződés előtt Bihar vármegye Béli járásához tartozott.